# Victoria Encinas
Victoria Encinas (Madrid 1962) es una artista contemporánea española que utiliza la pintura, escultura, instalación y dibujo en su trabajo.

## Trayectoria profesional

### Formación
Victoria Encinas se forma en la Facultad de Bellas Artes  de la Universidad Complutense de Madrid en 1980 y en la Escuela de Artes aplicadas de la misma ciudad. Completa sus estudios con estancias en Roma, Florencia y Milán como becaria del CDM del Ministerio de Industria y Energía, Saga International Centre de Copenague.

### Actividades
En los años 80 dirigió la sala independiente Poisson Soluble cuyo archivo forma parte de la colección del Museo Nacional Centro de Arte Reina Sofía de Madrid desde 2019. En 2023 lo exhibe en una activación/exposición. El archivo de este proyecto se puede consultar en el MNCARS.
Entre 2018-2020 formó parte del equipo para la creación de la «Red de Archivos de iniciativas independientes del arte contemporáneo en Madrid desde los años 80», Biblioteca y Centro de Documentación del Museo Nacional Centro de Arte Reina Sofía (MNCARS).
Ha sido colaboradora del Instituto Europeo di Design; profesora y directora del Departamento de Diseño en el Centro Superior de Diseño y Moda de Madrid, Universidad Politécnica de Madrid, en el que creó asignaturas optativas, talleres, así como dirigió numerosas tesis y proyectos.

## Exposiciones
Su obra ha sido expuesta en instituciones y galerías como en el Museo Alejandro Otero, (Caracas), TEA-Tenerife Espacio de las Artes (Tenerife), Centrocentro, (Madrid), Galería El Museo, (Bogotá), galería Maior (Pollensa), galería Fúcares (Almagro), galería Fernando Pradilla (Madrid), Centro Cultural La Misericordia, (Palma de Mallorca). 2024 "Tallar una gema" exposición  Galería Maior  Pollensa, Centre Cultural La Misericordia Palma de Mallorca,  2023 "Inconsciente lúdico" exposición  Galería Fernando Pradilla, Madrid. "Primer día en esa tierra" edición Galería Fernando Pradilla.  2019  “Archivo Poisson Soluble”. Red de Archivos de iniciativas independientes del arte contemporáneo en Madrid desde los años 80. MNCARS Museo Nacional Centro de Arte Reina Sofía. 2018  “Poisson Soluble, una poética de lo efímero”, “URA/UNZ, la performance en Poisson Soluble” publicación. Archivo Poisson Soluble. MNCARS.  2017  "La sala Poisson Soluble". publicación. Edita Eunike. 2014  "Paseo Naranja". CEART Centro de Arte Tomás y Valiente, exposición  Fuenlabrada.  2012  “Doble Hemisferio”  Galería Fernando Pradilla, exposición Madrid. 2009  Galería Maior.exposición  Palma de Mallorca. “Sensorium”  Galería Fernando Pradilla,exposición Madrid.  2006  “Nodo Norte”  Galería Fernando Pradilla,  exposición Madrid.  2005  Galería Amparo Gámir. exposición Madrid. 2002  "Permeables y Anfibios"  Espai Quatre, exposición Palma de Mallorca. 2001  "Non-Erectus"  Sala Alameda, Málaga  2000  "Viscoelástica"  Garage Pemasa,exposición  Madrid. 1998  Galería Valle Quintana, Madrid. 1996  Galería Fúcares, exposición Almagro.

## Colecciones y Museos
Su obra está representada en colecciones públicas y privadas como la Colección Crown Prince de Dubai, la Colección de la Comunidad de Madrid CA2M, Fundación Caja Madrid, Colección Yera entre otros.

## Becas y Premios
1987  Beca de CDM (Centro de Diseño Ministerio de Industria y Energía). Roma, Florencia y Milán,   /   1989  Beca de MIDE (Museo Internacional de Electrografía). Cuenca.  /  1990  Beca de Saga International Centre. Copenhague.  /   1993  Beca de DDI (Sociedad Estatal Desarrollo del Diseño Industrial).   /   1998  Certificate Kaiden, Ikenobo School. 2022  Premio Estampa de la Comunidad de Madrid, otorgado en la Feria Estampa en Madrid.